# Gebäude von Maurel Frères

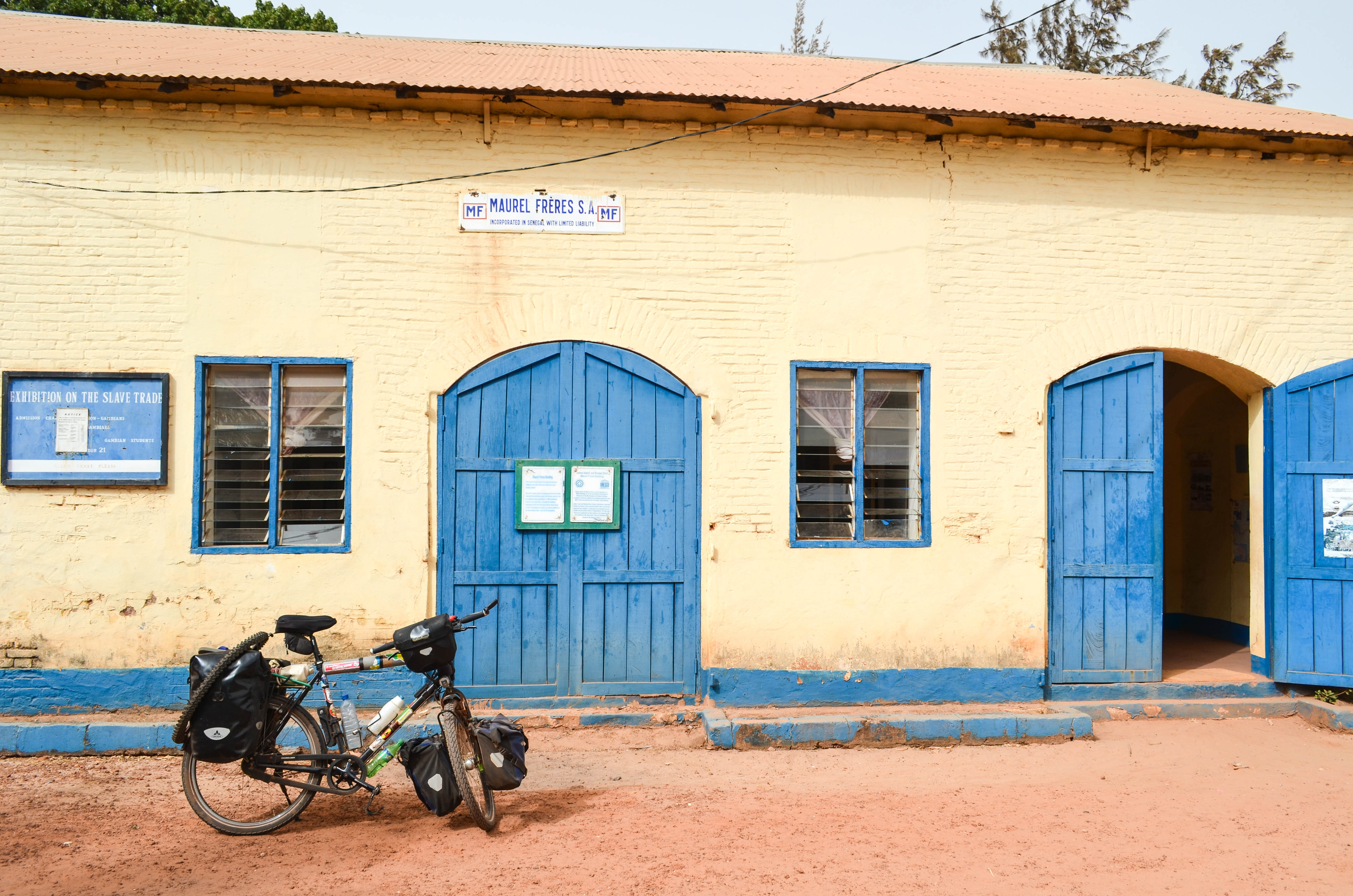
Gebäude von Maurel Frères

Das Gebäude von Maurel Frères (englisch The Maurel Frères Building) ist ein Teil des UNESCO-Welterbes im westafrikanischen Staat Gambia, das 2003 mit sechs weiteren Stätten zusammen als Kunta Kinteh Island und zugehörige Stätten aufgenommen wurde.

## Beschreibung
Das im historisch bedeutsamen Ort Juffure gelegene Gebäude wurde um 1840 von den Briten erbaut. Später wurde es von dem libanesischen Händler Maurel genutzt, dessen Namen es trägt.
Das rekonstruierte Haus, das auch unter dem Namen „National Museum (North Bank)“ oder „Juffure Museum“ bekannt ist, wird seit 1996 als Museum genutzt. Ausgestellt werden Exponate in der Dauerausstellung Voyage of No Return – The Trans-Atlantic Slave Trade and the Senegambia um den atlantischen Sklavenhandel und die Sklaverei im Allgemeinen. Seit der Veröffentlichung von Alex Haleys Roman Wurzeln (englisch „Roots“) um den Protagonisten Kunta Kinte ist das Interesse an der afrikanischen Diaspora erwacht. Zahlreiche Touristen, die Juffure besuchen, sehen sich auch das Museum an.